# Língua resígaro
A língua resígaro é uma língua da família linguística aruaque e do subgrupo linguístico Japurá-Colômbia falada pelo povo resígaro, também conhecido como ricigaros, rezígaros ou "rˆˆā(h)panihīn", na região de Loreto, no Peru. A língua recebe as denominações de resigaro, rosigaro ou do nome nativo rrahanihin.
Acredita-se que os resígaros faziam parte do complexo multilíngue conhecido como Pessoas do Centro (People of the Center, tradução literal), cujo território se localizava entre os rios Caquetá (Japurá) e Putumayo (Içá), no sudeste da Colômbia. Além do resígaro, o complexo conta com outras seis línguas: Bora, Muinane, Witoto, Ocaina, Nonuya e Andoke.
Estima-se que a documentação da língua tenha se iniciado no começo do século XX, quando os resígaros eram uma minoria próxima aos boras e aos witotos. A língua bora, por exemplo, influenciou o resígaro com alguns morfemas gramaticais e empréstimos lexicais.
O estudo da língua foi dificultado pela dispersão e declínio demográfico dos resígaros, causados em meados do século XIX pela exploração dos povos indígenas da região para extração de borracha. Tal cenário foi seguido da deportação parcial dos resígaros para o Peru.
Atualmente, o resígaro é uma língua em risco de extinção, com apenas um falante fluente, Pablo Andrade Ocagane, residente da comunidade ocaina Nueva Esperanza, no rio Ampiyacu. Sua irmã, Rosa Andrade, a última mulher falante de resígaro, foi assassinada em novembro de 2016. A família se tornou a principal consultora para Trevor Reginald Allin e Frank Seifart, importantes pesquisadores da área. Há, também, resígaros que integraram a comunidade bora, mas não falam resígaro fluentemente.

## Etimologia
Sabe-se pouco sobre as origens das denominações da língua resígaro. Além da língua ter vários nomes, por exemplo, resigaro, rosigaro ou rrahanihin, o povo resígaro também é mencionado em diversos trabalhos com nomeações distintas, embora parecidas, são elas: ricigaro, risigaro, resigero, ressígaro, rosiggaro, resegaro e rezígaros.
Há, apenas, uma menção ao nome nativo do povo resígaro, sendo ela “rˆˆā(h)panihīn" (daápemiíɯ, em resígaro contemporâneo). Essa denominação foi exposta em uma lista de palavras em resígaro compilada por Robert de Wavrin e é referenciada pelas pesquisas posteriores que mencionam nomes nativos do idioma e do povo. Entretanto, o próprio trabalho em que a lista foi publicada declara a insuficiência dos documentos coletados.
Dessa forma, não é possível saber ao certo a origem e significado do endônimo, rrahanihin, nem do exônimo, resígaro.

## Classificação

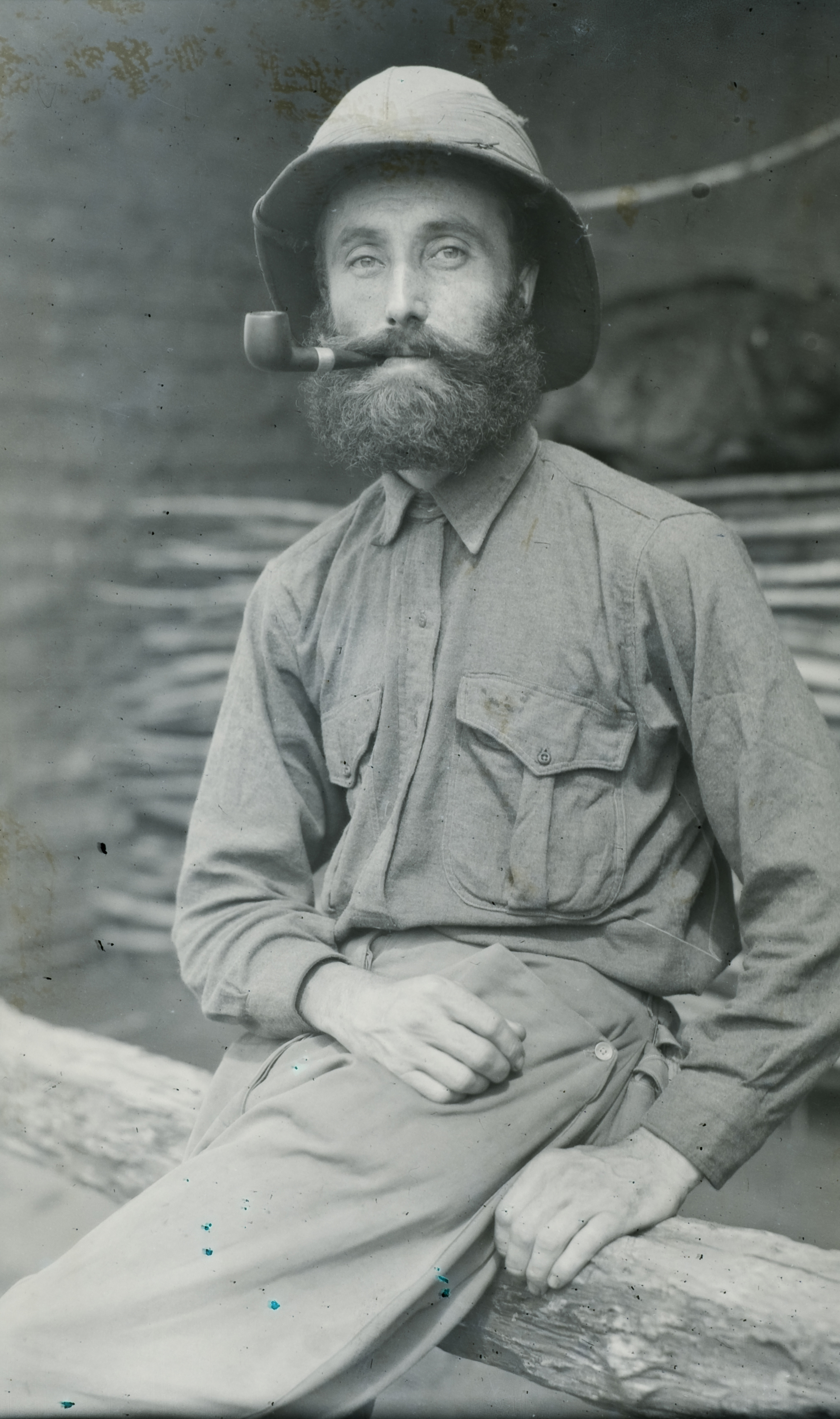
Robert de Wavrin

A língua resígaro foi classificada como pertencente à família Arawak por Paul Rivet e Robert de Wavrin. Anteriormente, os resígaros eram mencionados apenas como subdivisões dos witotos, considerados o povo indígena com maior população entre as Pessoas do Centro. Há trabalhos que afirmaram que todos os povos da região falavam línguas parecidas, conclusão provavelmente equivocada baseada em depoimentos de pessoas que não dominavam as línguas estudadas.
Estudos mais recentes afirmam que a estrutura gramatical do resígaro é essencialmente herdada do arawak, principalmente a ordem fixa das palavras, os objetos obrigatórios e os prefixos de sujeito nos verbos.

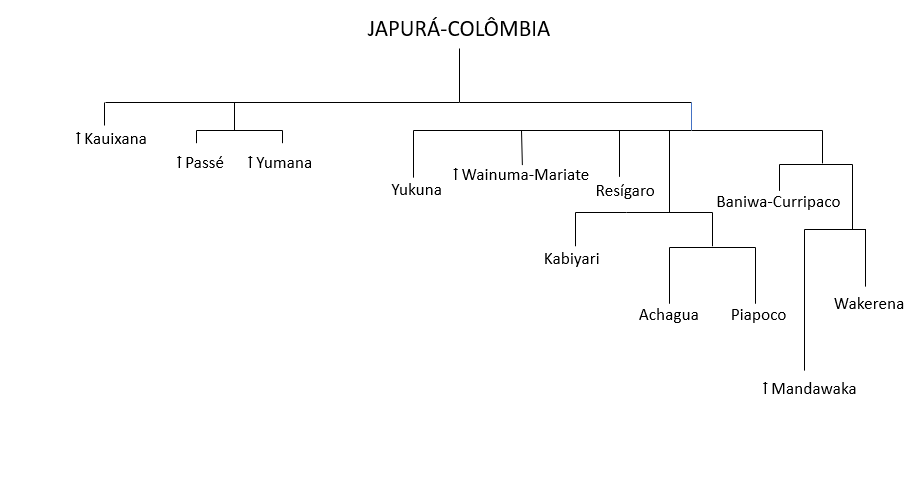
Família Japurá-Colômbia

Henri Ramirez, concordando com o posicionamento de Rivet e Wavrin, classificou o resígaro dentro da família Arawak na divisão Japurá-Colômbia, composta de sete línguas vivas e cinco extintas, faladas na Colômbia, no Brasil, no Peru e no Chile, sendo elas: Piapoco, Achagua, Baniwa-Curripaco-Tariano, Warekena, †Mandawaka, Kabiyari, Yukuna, †Wainuma-Mariate, †Kauixana e Resígaro, com destaque para as línguas não classificadas: †Yumana e †Passé. 

## Distribuição

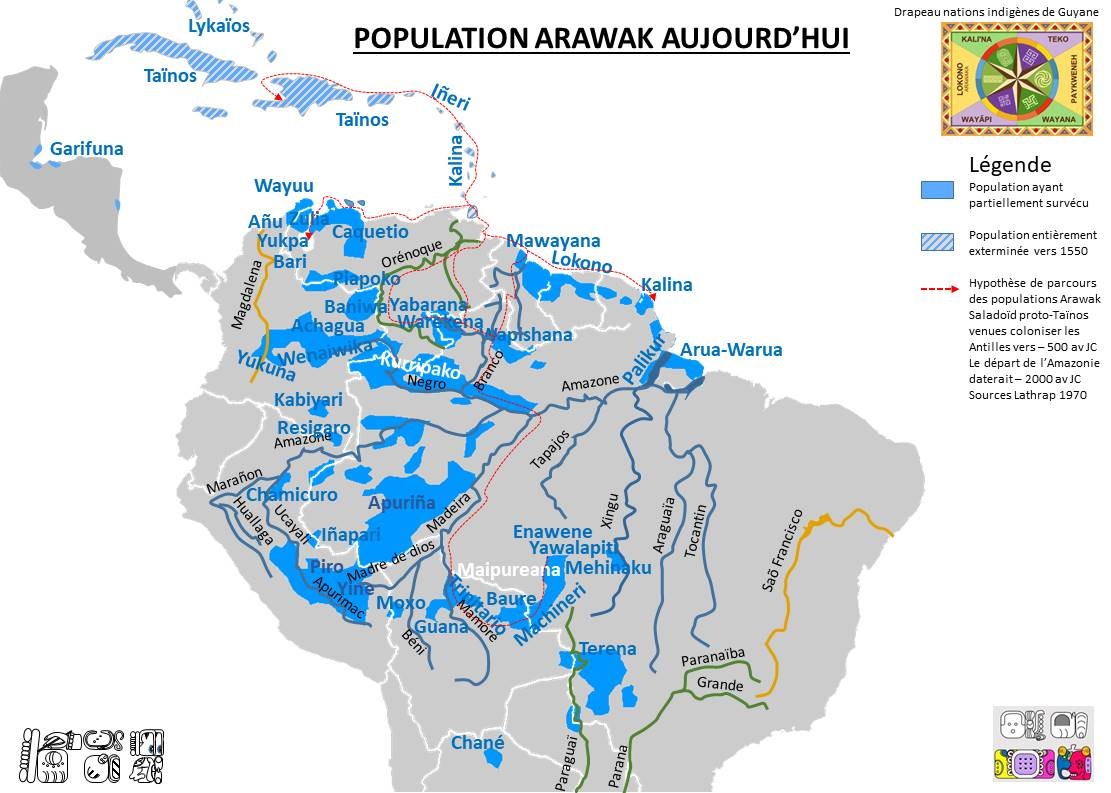
Distribuição das línguas aruaques.

Os resígaros eram uma minoria quando comparados aos outros povos da região em que viviam já no século XX. Em 1909, a estimativa era de que haviam 1.000 resígaros nas margens do rio Caquetá e ao norte do rio Cahuinari, na Colômbia. Os outros povos componentes do grupo Pessoas do Centro contavam com os seguintes dados: 15.000 boras, 15.000 witotos, 2.000 ocainas, 2.000 muinanes, 1.000 nonuyas, e 10.000 andokes.
Já no final de 1930, estima-se que havia apenas 10 resígaros dispersos ao redor do Caquetá e Putumayo, incluindo nas cabeceiras do rio Pama, na foz do rio Meta, no alto rio Cahuinari e em El Encanto no baixo rio Caraparaná.
Sabe-se que os resígaros foram parcialmente deportados do sudeste da Colômbia, local onde viviam originalmente, para o lado peruano. Isso ocorreu em decorrência da escravização do povo para a extração de borracha no século XIX.

Os sobreviventes passaram a viver nas margens de um afluente do norte do Amazonas, no nordeste do Peru. Esses resígaros vivem com os ocainas e boras, nas comunidades Puerto Isango e Brillo Nuevo, respectivamente, às margens do rio Yaguasyacu, afluente do rio Ampiyacu que deságua no rio Amazonas, em Pebas. Atualmente, muitos deles não são fluentes em resígaro, tendo adotado as línguas das comunidades em que vivem e o espanhol.

Bandeira da região de Loreto

O único falante fluente de resígaro vive na comunidade ocaina Nueva Esperanza, no rio Yaguasyacu, em Loreto, no Peru. Ele se chama Pablo Andrade Ocagane e também se comunica em Bora. Sua irmã, Rosa Andrade, era a última mulher falante de resígaro no mundo e foi assassinada em 2016. O resto de sua família fala apenas a língua ocaina e o espanhol.

### Línguas relacionadas
Há muitas evidências do compartilhamento de características etnográficas entre os resígaros e outros povos indígenas do grupo Pessoas do Centro. As semelhanças são ainda mais pronunciadas quando os resígaros são comparados aos boras. Por exemplo, há menções sobre ambos terem lábios finos, se esfregarem com areia para realizar a limpeza e casarem entre si.
Acredita-se que, por causa dessa proximidade, a língua resígaro tenha sido influenciada pelo bora, principalmente com empréstimos de palavras culturalmente importantes, tais como: nomes de alguns animais, utensílios, festivais, técnicas de construção de casas e de processamento de alimentos.
Após concluir que o parentesco histórico entre os povos e suas línguas é inegável, e que o bora tem semelhanças com o ocaina e o witoto, além de outras línguas da família Arawak, é possível afirmar que o resígaro também está relacionados a essas língua em menor grau, embora não sejam mutuamente inteligíveis.
| Resígaro | Bora    | Muinane | Português |
| -------- | ------- | ------- | --------- |
| heʔe-    | eʔ-     | hóʔo-   | aquilo    |
| háákɯdɯ́i | áákɯrɯ́i | hákɨrɨ́i | passáro   |
| hamaánɯ́  | amána   | hámana  | golfinho  |

## História
As Pessoas do Centro, cujo território tradicional compreendia a região do rios Caquetá (Japurá) e Putumayo (Içá), compartilham muitas características etnográficas, entre elas os rituais de ingestão de folhas de coca trituradas e tabaco em forma líquida, diferenciando-os do resto dos povos amazônicos, que cheiram ou fumam o tabaco. Os festivais e cerimônias também são semelhantes embora cada povo tenha suas próprias músicas. Além disso, os mitos e lendas que apresentam personagens em comum existem em cada uma das línguas.

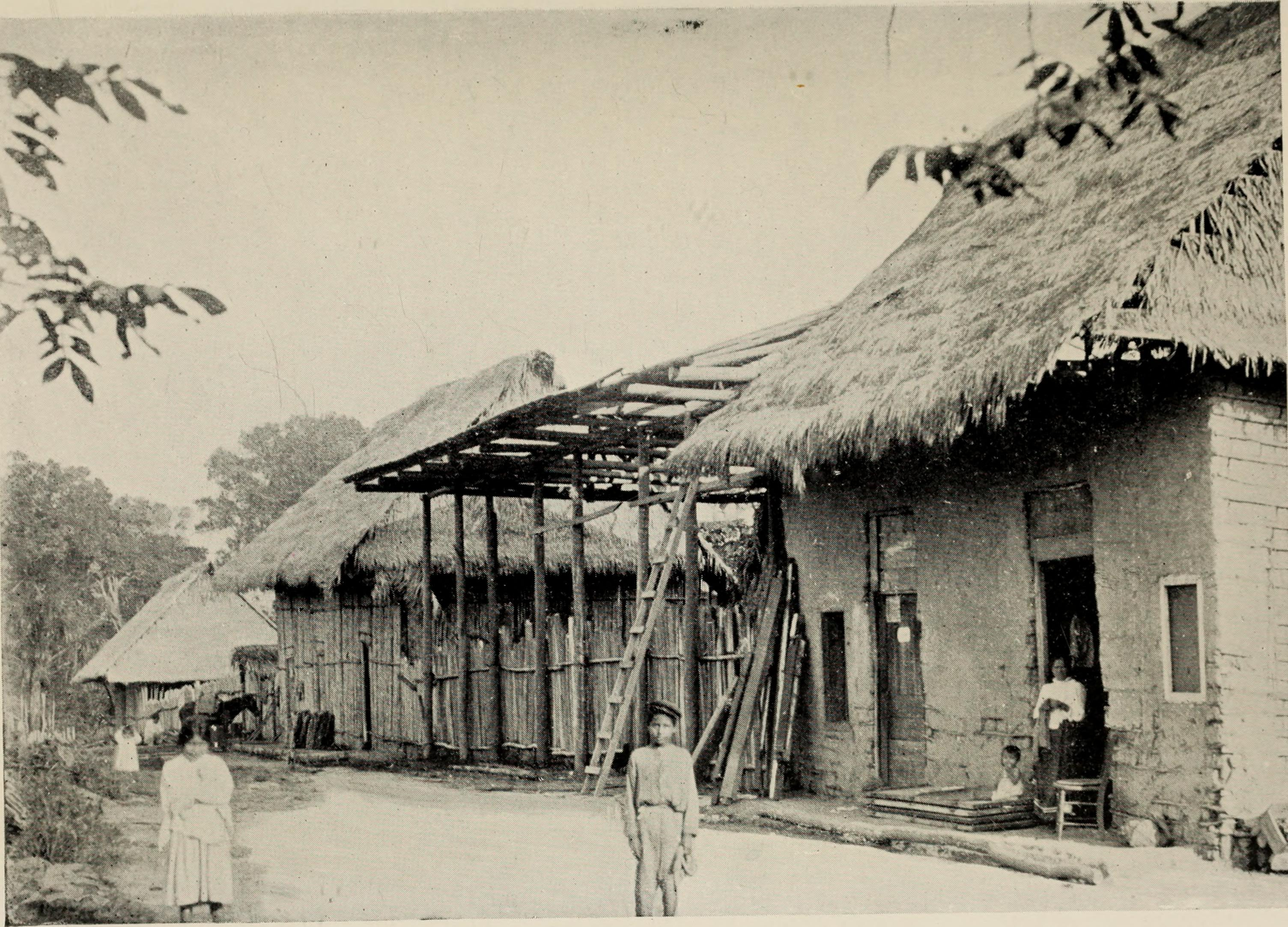
Foto presente na obra The Putumayo de Hardenburg (1912), uma das primeiras a mencionar os resígaros.

Acredita-se que a primeira menção aos resígaros aconteceu em 1912, em relatórios presentes na obra de Walter Ernest Hardenburg. Esses documentos tratavam de uma investigação sobre os maus tratos aos povos indígenas da região do rio Putumayo que trabalhavam na coleta de borracha para a  Peruvian Amazon Company [en], também conhecida com Anglo-Peruvian Amazon Rubber Co. Neles, os resígaros, chamados de ricigaros, são descritos como um povo de comum origem com os witotos.
O próximo estudo que menciona os resígaros, embora não com detalhes da língua, foi publicado em 1915 por Thomas Whiffen. Além de afirmar que resígaros e bora casam entre si, o trabalho menciona lutas dos resígaros, boras e ocaina contra os witotos, e práticas canibais desses povos e dos andokes. Whiffen também descreve o caso em que um chefe resígaro reuniu guerreiros para punir aqueles de seu próprio povo que se submeteram aos brancos, visando impedir a rendição de outros membros resígaros.
Em 1930, Rivet e Wavrin publicaram o primeiro trabalho com informações sobre a língua resígaro. A obra dispõe de uma lista de palavras coletadas por Wavrin, que não possuía extenso conhecimento de linguística ou fonética.

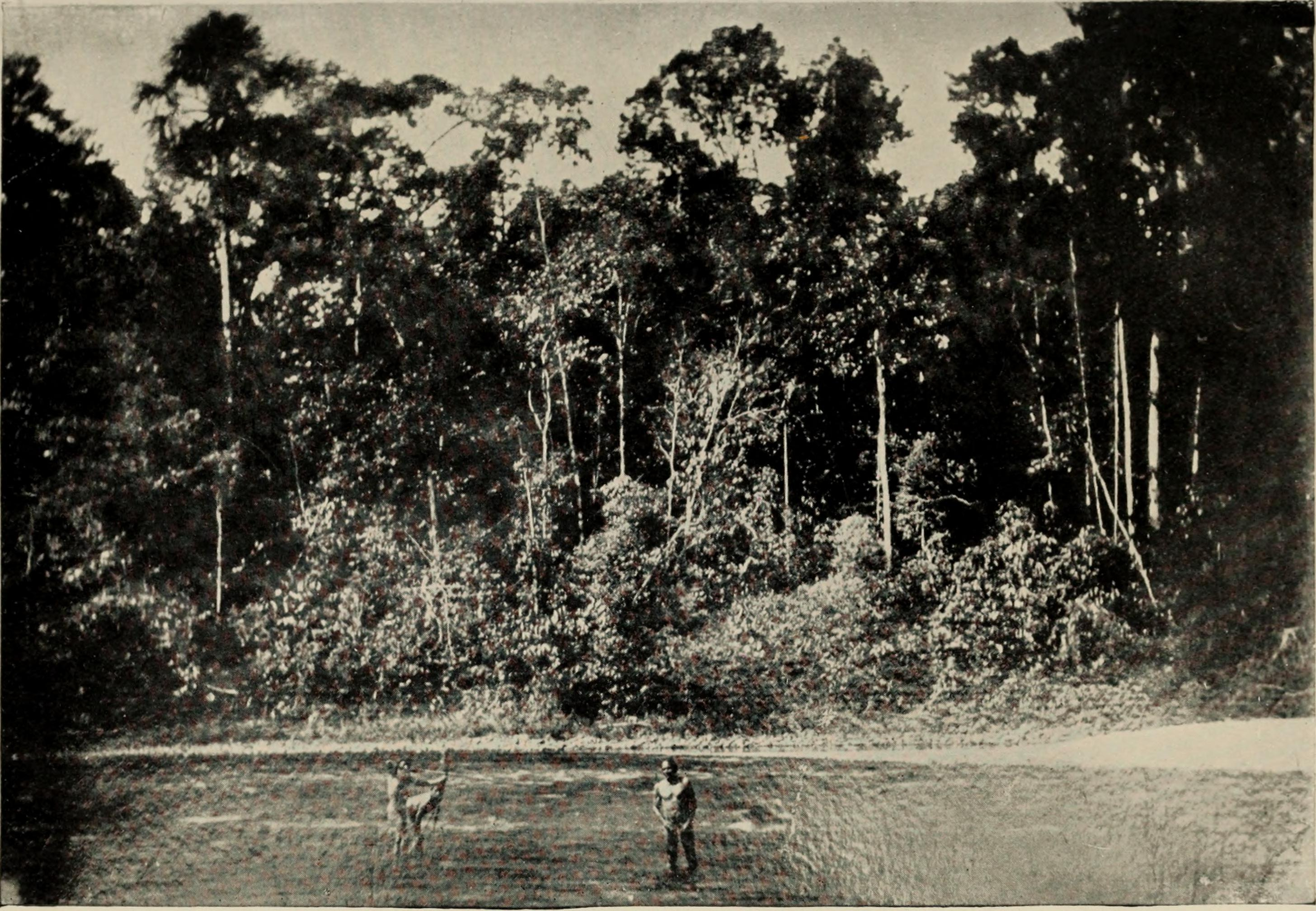
Foto da flora amazônica presente em The Putumayo de Hardenburg (1912)

O estudo do resígaro foi dificultado pela grave baixa demográfica do povo decorrente das práticas brutais da Peruvian Amazon Company, que pertencia ao império comercial conhecido como Casa Arana e era comandada pelo político peruano Júlio César Arana. A companhia começou a invadir o território das Pessoas do Centro por volta do final do século XIX, escravizando as populações indígenas da região para a extração de borracha. Em 1930, quando o governo colombiano declarou posse da região ao norte do rio Putumayo, a companhia realocou os indígenas para o lado sul do rio, em território peruano. 
Em 2017, uma comunidade nativa na província de Mariscal Ramón Castilla, em Loreto, se identificou como resígaro. Porém, há apenas um falante fluente da língua, motivo pelo qual o governo do Peru declarou o resígaro como em sério risco de extinção.
Apesar das divergências nos estudos ao longo do tempo, o alfabeto resígaro foi oficializado pelo governo peruano em 2020, com 33 letras.

## Fonologia

### Consoantes
Os estudos fonológicos sobre o resígaro chegaram a diferentes conclusões ao longo dos anos, sempre dificultados pela dispersão e pequena quantidade dos falantes fluentes. A maior parte das conclusões sobre o tema se originou de listas de palavras publicadas por pesquisadores da área em suas obras.
Para Allin, por exemplo, a língua conta com 5 vogais: /a/, /e/, /i/, /o/, /u/ e 30 fonemas consonantais. Por outro lado, Henri Ramirez afirma que a quantidade de fonemas consonânticos pode ser reduzida à metade, pois alguns deles são diferentes realizações fonéticas de um só fonema e as consoantes aspiradas ou ensurdecidas se reúnem em grupos consonânticos. As tabelas abaixo contam com os fonemas consonânticos de Allin mencionados por Ramirez:
|           | Bilabial | Labiodental | Alveolar | Pós-alveolar | Palatal | Velar | Glotal |
| --------- | -------- | ----------- | -------- | ------------ | ------- | ----- | ------ |
| Plosiva   | p b      |             | t d      |              |         | k ɡ   | ʔ      |
| Africada  |          |             | ts dz    | tʃ dʒ        |         |       |        |
| Fricativa | ɸ β      |             | s        | ʃ ʒ          |         |       | h      |
| Nasal     | m        |             | n        |              | ɲ       |       |        |

| Aspirados | Palatalizados | Desvozeados |
| --------- | ------------- | ----------- |
| pʰ        | tʲ            | n̥           |
| tʰ        | dʲ            | m̥           |
| kʰ        |               | ɲ̊           |
| tsʰ       |               |             |
| tʃʰ       |               |             |

### Vogais
A quantidade de fonemas vocálicos do resígaro também é controversa. Alguns estudos mencionam cinco /a/, /e/, /i/, /o/, /u/ , outros incluem também a vogal arredondada /y/, e há, ainda, o trabalho de Frank Seifart, que considera a posterior /ɯ/ como vogal do resígaro em decorrência dos empréstimos da língua bora.
|             | Anterior | Posterior |
| ----------- | -------- | --------- |
| Fechada     | i y      | ɯ u       |
| Semifechada | e        | o         |
| Média       |          |           |
| Semiaberta  |          |           |
| Aberta      | a        | a         |

### Tons
O resígaro tem dois tons: alto, representado por /´/, e baixo, indicado pela ausência de /´/. Esses tons ocorrem na vogal(is) no núcleo da sílaba. Se houver duas vogais na mesma sílaba, um tom acontece em cada uma, podendo ser ambos iguais (baixos ou altos) ou diferentes (alto+baixo e baixo+alto), causando variações na entonação. Algumas das possibilidades de sequência desses tons são:
| Resígaro | Inglês          | Português            |
| -------- | --------------- | -------------------- |
| foogikhú | he makes a fire | ele faz uma fogueira |
| fóogikhú | he blows        | ele sopra            |
| peegi    | sparrow-hawk    | gavião               |
| peégí    | starch          | amido                |
| náagí    | friend (m)      | amigo                |
| naágí    | anger           | raiva                |

### Fonotática
Ao realizar a análise fonotática do resígaro, é possível perceber que a língua conta com consoantes que podem ser classificadas em apenas uma classe (classe 1) com duas subclasses: a subclasse 1.1 é composta por todas as consoantes, já a subclasse 1.2 é composta apenas por /ʔ/, que é a única consoante que pode ocorrer no final da sílaba.
Nas sílabas, o resígaro tem as seguintes regras:
1. Deve possuir um núcleo obrigatório contando com uma ou duas vogais;
2. Consoantes anteriores ou posteriores ao núcleo são opcionais.

As sílabas são divididas em:
- Tipo i: +- C1.1 + núcleo V +- C.1.2

- Tipo ii: +- C1.1 + núcleo V1V2 +- C1.2

Nos casos acima, +- indica não obrigatoriedade.
As vogais das posições V1 e V2 podem ser idênticas ou não. Para cada vogal na posição V1, as vogais seguintes podem ocupar V2, por exemplo:
1. /i/+ /o/, /u/;
2. /e/ + /i/, /u/.

| Resígaro    | Inglês           | Português         |
| ----------- | ---------------- | ----------------- |
| kiokóʔi-khú | tu cut in pieces | cortar em pedaços |
| aatshíu     | chili            | chili             |
| tseinóʔ     | long             | longo             |
| seuʔkhú     | to cut           | cortar            |
| aʔnáapí     | wing             | asa               |
| phaigí      | old              | velho             |
| aniigí      | alive            | vivo              |

No total, existem 18 sequências de vogais possíveis no resígaro, das quais 16 podem acontecer na mesma sílaba.

#### Divisão silábica
Na divisão silábica do resígaro, entende-se como padrão básico da sílaba o formato CV.  
Se a sequência dos tons das vogais for alto+baixo, elas pertencem a mesma sílaba. Caso a sequência seja baixo+alto, as vogais pertencem a duas sílabas diferentes.
Em uma sequência de três vogais, duas devem ser idênticas e a última deve ser diferente. Além disso, uma sequência de duas vogais com o mesmo tom tem mais influência na divisão silábica do que uma sequência de duas vogais com tons diferentes.
Não há encontros consonantais na mesma sílaba, mas há sequências de consoantes em sílabas diferentes.
| Resígaro  | Inglês  | Português |
| --------- | ------- | --------- |
| hadáʔpú   | to sing | cantar    |
| hideéʔhee | when    | quando    |
| potshíʔmó | full    | cheio     |
| phéʔtóʔ   | all     | todos     |

### Transformações fonológicas
O contato do resígaro com outras línguas, principalmente com o bora, permitiu a assimilação de outros fonemas, bem como sua transformação ou nativização. Fonologicamente, os empréstimos de palavras do bora preservam a inicial /h/, característica que a língua bora perdeu em meados de 1819, como evidencia a documentação do período. Essa observação fundamenta a antiguidade com que a interação entre os povos ocorria.
Além da letra inicial, a tabela abaixo mostra outras influências da língua bora no resígaro::
|             | Bora                               | Resígaro                                       |
| ----------- | ---------------------------------- | ---------------------------------------------- |
| Vogais      | /ɨ/                                | /i/                                            |
| Vogais      | /a/                                | /ɯ/ (final de frases) ~ /a/ (outros casos)     |
| Consoantes  | Plosivas e africatidas desvozeadas | Plosivas e africadas desvozeadas não-aspiradas |
| Consoantes  | /ɡʷ/                               | /ɡ/                                            |
| Consoantes  | /r/                                | /d/                                            |
| Consoantes  | /ts/                               | /s/ (~ /ts/ )                                  |
| Consoantes  | /hC/                               | /C/                                            |
| Combinações | /V/ʔ/C/ (e.x.aʔba)                 | /V/ʔ/VC/ (e.x. aʔaba)                          |

## Ortografia
Em 26 de maio de 2020, o governo do Peru oficializou o alfabeto resígaro com 33 letras, sendo elas:
| Letras | IPA   | Letras | IPA  | Letras | IPA   |
| ------ | ----- | ------ | ---- | ------ | ----- |
| a      | /a/   | k      | /k/  | t      | /t/   |
| b      | /b/   | kh     | /kʰ/ | th     | /tʰ/  |
| ch     | /ch/  | m      | /m/  | ts     | /ts/  |
| chh    | /chh/ | mh     | /mh/ | tsh    | /tsʰ/ |
| d      | /d/   | n      | /n/  | ty     | /ty/  |
| dy     | /dy/  | ñ      | /ñ/  | s      | /s/   |
| e      | /e/   | nh     | /nh/ | sh     | /sh/  |
| f      | /f/   | ñh     | /ñh/ | u      | /u/   |
| g      | /ɡ/   | o      | /o/  | v      | /v/   |
| h      | /h/   | p      | /p/  | y      | /y/   |
| i      | /i/   | ph     | /pʰ/ | ´      | /ˈ/   |

Como pode ser observado, algumas letras do alfabeto resígaro não estão presentes no português. Abaixo, alguns exemplos de como, aproximadamente, seria a pronúncia dessas letras:
| Letra | Inglês | Português | Observação                                           |
| ----- | ------ | --------- | ---------------------------------------------------- |
| chh   | chair  | tchau     |                                                      |
| dy    | adieu  | diamante  |                                                      |
| kh    | key    | queijo    |                                                      |
| m     | moon   | montanha  | Pode ser pronunciado com mais ar, como se sussurrado |
| mh    | moon   | montanha  | Pode ser pronunciado com mais ar, como se sussurrado |
| n     | night  | nada      | Pode ser pronunciado com mais ar, como se sussurrado |
| nh    | night  | nada      | Pode ser pronunciado com mais ar, como se sussurrado |
| ñ     | canyon | ninharia  | Pode ser pronunciado com mais ar, como se sussurrado |
| ñh    | canyon | ninharia  | Pode ser pronunciado com mais ar, como se sussurrado |
| ph    | pin    | porta     |                                                      |
| sh    | shell  | chimarrão |                                                      |
| ts    | ants   | antes     |                                                      |
| th    | till   | tinha     |                                                      |
| tsh   | pizza  | pizza     |                                                      |
| ty    | tune   | tigre     |                                                      |
| y     | yes    | Yasmin    |                                                      |
| ´     | uh-oh  | u-au      | Representa uma pausa                                 |

## Gramática

### Pronomes Pessoais
Existem oito pronomes pessoais no resígaro, e cada um deles é formado por um único morfema, são eles:
| Pessoa | Número   | Pronome | Observações           |
| ------ | -------- | ------- | --------------------- |
| 1°     | Singular | nó      |                       |
| 1°     | Plural   | fú      | Inclusivo             |
| 1°     | Plural   | muu     | Exclusivo             |
| 2°     | Singular | phú     |                       |
| 2°     | Plural   | i       | Imperativo            |
| 2°     | Plural   | hú      | Todos os outros casos |
| 3°     | Singular | tsú     | Masculino             |
| 3°     | Singular | tsó     | Feminino              |
| 3°     | Plural   | nú      |                       |

#### Função dos pronomes pessoais
No resígaro, os pronomes geralmente são prefixos adicionados aos verbos, mas há exceções. Sendo assim, dependendo da classe gramatical a que estão associados, verbos ou substantivos, os pronomes pessoais podem ser usados com diversas funções, entre elas:
1. Quando associados a verbos, os pronomes pessoais geralmente funcionam como sujeito;
2. Quando associados a substantivos, podem ser usados para indicar posse[39];
3. Além disso, há, pelo menos, dois casos registrados em que os pronomes pessoais funcionam como objeto em uma oração[38].

| Função dos pronomes pessoais no Resígaro | Função dos pronomes pessoais no Resígaro | Função dos pronomes pessoais no Resígaro | Função dos pronomes pessoais no Resígaro | Função dos pronomes pessoais no Resígaro | Função dos pronomes pessoais no Resígaro | Função dos pronomes pessoais no Resígaro |
| Sujeito                                  | Sujeito                                  | Possessivo                               | Possessivo                               | Possessivo                               | Objeto                                   | Objeto                                   |
| Resígaro                                 | Português                                | Resígaro                                 | Resígaro                                 | Português                                | Resígaro                                 | Português                                |
| Resígaro                                 | Português                                | Substantivo                              | Frase                                    | Português                                | Resígaro                                 | Português                                |
| ---------------------------------------- | ---------------------------------------- | ---------------------------------------- | ---------------------------------------- | ---------------------------------------- | ---------------------------------------- | ---------------------------------------- |
| noʔpú                                    | Eu atravesso                             | henákó                                   | nonáko                                   | minha orelha                             | noóté gi-khú                             | Ele me ajuda                             |
| noʔmitú                                  | Eu como                                  | henákó                                   | tsonáko                                  | a orelha dela                            | no-manáa gi-tóʔ                          | Ele me conhece                           |

#### Tempo
No resígaro, para indicar o tempo em uma oração, utiliza-se alguns sufixos específicos adicionados ao sujeito (pronome pessoal). Existem apenas três sufixos temporais no resígaro e eles dão a ideia de passado recente, passado remoto ou futuro. O tempo presente é indicado pela ausência desses sufixos.
Alguns exemplos podem ser verificados abaixo:
| Sufixo temporal | Tempo           | Exemplos      | Exemplos          | Exemplos        |
| Sufixo temporal | Tempo           | Resígaro      | Inglês            | Português       |
| --------------- | --------------- | ------------- | ----------------- | --------------- |
|                 | presente        | noʔmitú       | I eat             | Eu como         |
| -mí             | passado recente | no-mí aʔmitú  | I have eaten      | eu tenho comido |
| -ʔpe            | passado remoto  | nó-ʔpe aʔmitú | I had eaten       | eu tinha comido |
| -vá             | futuro          | no-vá aʔmitú  | I am going to eat | eu vou comer    |

### Pronomes demonstrativos
Os pronomes demonstrativos do resígaro são apenas dois: hí e héʔe. Eles também podem se unir com sufixos nominais de acordo o substantivo a que se referem, como mostrado a seguir:
| Pronome | Inglês | Português            | Resígaro      | Português       |
| ------- | ------ | -------------------- | ------------- | --------------- |
| hí      | this   | isso/esse/essa       | hígí píʔmi    | esse beija-flor |
| héʔe    | that   | aquilo/aquele/aquela | héʔegá vaʔagú | aquele facão    |

### Substantivos
Os substantivos no resígaro são compostos de apenas um morfema. Alguns exemplos são:
| Substantivos | Inglês | Português |
| ------------ | ------ | --------- |
| ké           | hand   | mão       |
| maápú        | bees   | abelhas   |
| atsáa        | men    | homens    |

#### Sufixos de número em substantivos
Existem sufixos que podem ser associados aos substantivos para dar ideia de dualidade (dois) ou plural. Seguindo a mesma lógica dos sufixos temporais, a ausência de sufixos de número indicam que o substantivo está no singular.
| Tipo de Substantivo          | Tipo de Substantivo          | Dual  | Plural | Observações                                                                 |
| ---------------------------- | ---------------------------- | ----- | ------ | --------------------------------------------------------------------------- |
| Humanos                      | masculino                    | -musi | -né    |                                                                             |
| Humanos                      | feminino                     | -mupi | -né    |                                                                             |
| Não humanos                  | Não humanos                  | -musi | -mu    |                                                                             |
| Partes do corpo              | Partes do corpo              | -kú   | -né    |                                                                             |
| Substantivos classificadores | Substantivos classificadores | -kú   | -hí    | Todos os substantivos exceto atsáagí (homem), náagí (irmão) e náadó (irmã). |

A última linha da tabela acima se refere aos classificadores, que são palavras que alteram a forma ou outras características inerentes de algo que possa ser referenciado por um substantivo. No resígaro, existem vários classificadores, entre eles: -dó (feminino), -gahú (acima), -gú (longo e achatado) e outros. Por exemplo:
|  | (1) | bábú                  | + | híveú    | → | hívebábú      |
|  |     | "que pertence a algo" | + | "cabeça" | → | "travesseiro" |
|  | (2) | íniú                  | + | gahú     | → | ínigahú       |
|  |     | "olho"                | + | "acima"  | → | "sobrancelha" |

Alguns casos de substantivos no singular, dual e plural podem ser observados abaixo:
| Exemplos   | Exemplos   | Exemplos          | Exemplos                  | Exemplos                  |
| Humano     | Humano     | Humano            | Parte do corpo            | Parte do corpo            |
| ---------- | ---------- | ----------------- | ------------------------- | ------------------------- |
| Singular   | náagi      | irmão             | nigí                      | rosto                     |
| Dual       | náagímusi  | dois irmãos       | nigíkú                    | dois rostos               |
| Plural     | náginé     | irmãos            | nigíné                    | rostos                    |
| Não Humano | Não Humano | Não Humano        | Substantivo classificador | Substantivo classificador |
| Singular   | píʔmí      | beija-for         | maápagí                   | abelha                    |
| Dual       | píʔmímusi  | dois beija-flores | maápagíkú                 | duas abelhas              |
| Plural     | píʔmímu    | beija-flores      | maápagiihí                | abelhas                   |

### Verbos
A forma base dos verbos no resígaro é composta de um único morfema. Alguns exemplos estão dispostos a seguir:
| Verbo  | Inglês  | Português |
| ------ | ------- | --------- |
| iʔpí   | to go   | ir        |
| aʔmitú | to eat  | comer     |
| khú    | to do   | fazer     |
| ífú    | to fear | temer     |
| miʔtsu | to boil | ferver    |

### Modo e Aspecto Verbal
O resígaro conta com dois modos verbais, o indicativo e o imperativo, cada um com suas próprias regras e subdivisões, incluindo modos afirmativos e negativos.
O modo indicativo em particular se utiliza de alguns sufixos que exprimem a noção de duração da ação, e, por isso, podem ser usados para indicar o aspecto verbal.

#### Modo indicativo
Os verbos no modo indicativo possuem a seguinte estrutura:
- Prefixo: +- pronome/restritivo + Núcleo: verbo +- Sufixo1: reflexivo/recíproco +- Sufixo2: causativo/incoativo +- Sufixo3: direcional +- Sufixo4: progressivo.[48]

|  | (1) | manú     | → | nomanú          |
|  |     | [manú]   | → | [nomanú]        |
|  |     | verbo    | → | pronome + verbo |
|  |     | "chamar" | → | "eu chamo"      |

|  | (2) | hípu    | + | phaavú           | → | hipáphaavú               |
|  |     | [hípu]  | + | [phaavú]         | → | [hipáphaavú]             |
|  |     | verbo   | + | sufixo reflexivo | → | verbo + sufixo reflexivo |
|  |     | "lavar" | + | "a si mesmo"     | → | "lavar-se"               |

| Tipo        | Sufixo  | Observação | Exemplos                | Português                          |
| ----------- | ------- | ---------- | ----------------------- | ---------------------------------- |
| reflexivo   | -phaavú |            | haaʔphaavú              | Pentear-se                         |
| recíproco   | -kakávú |            | naaʔkakávú              | Eles penteiam o cabelo um do outro |
| causativo   | -tú     |            | tsa-mí mitsháa gi-khotú | Ele levantou                       |
| incoativo   | -kaá    |            | giʔtóná-kaá             | Ele se levanta                     |
| direcional  | -keé    | ir         | noʔmitekeé              | Eu vou comer                       |
| direcional  | -kí     | vir        | noʔmitekí               | Eu volto (depois) de comer         |
| progressivo | -pa     |            | gínápa                  | Ele está dormindo                  |

##### Aspecto verbal
Diante dos sufixos descritos na tabela acima, alguns deles merecem especial atenção por serem usados para, por exemplo, mudar a transitividade do verbo, indicar sentido de começar ou transformar, descrever uma ação que ainda está acontecendo e para restringir uma ação. São eles:
1. Sufixos causativos: transformam verbos intransitivos em verbos transitivos.
2. Sufixos incoativos: descrevem mudança de estado, têm sentido de começar ou transformar.
3. Sufixos progressivos: indicam que a ação ainda está acontecendo.
4. Sufixos restritivos: limitam a ação descrita.

| Categoria   | Sufixo | Exemplo          | Exemplo    | Exemplo                | Exemplo                 |
| Categoria   | Sufixo | Resígaro         | Resígaro   | Inglês                 | Português               |
| Categoria   | Sufixo | Base             | Com sufixo | Inglês                 | Português               |
| ----------- | ------ | ---------------- | ---------- | ---------------------- | ----------------------- |
| Causativo   | tú     | ifú (temer)      | ifotú      | to frighten            | assutar                 |
| Incoativo   | kaá    | ifú (temer)      | ifakaá     | to become frightened   | ficar assustado         |
| Progressivo | pa     | ifú (temer)      | gífokápa   | he is frightened       | ele está assustado      |
| Restritivo  | nú     | aʔvénó (queimar) | aʔvénonú   | to burn superficiallly | queimar superficalmente |

#### Modo Imperativo
No resígaro, o modo imperativo se aplica somente a verbos na segunda pessoa, no singular, dual ou plural, e apenas no tempo presente, podendo ser afirmativo ou negativo. Existem dois tipos de imperativo: básico e direcional.

##### Imperativo básico
Os verbos no imperativo básico que denotam afirmação seguem as seguintes regras:
- Singular: se a penúltima e antepenúltima sílaba contém apenas uma vogal cada, e uma delas tem um tom baixo, esse tom se tornará alto[50].

|  | (1) | paʔmitú     | → | páʔmítú   |
|  |     | [páʔmitú]   | → | [páʔmítú] |
|  |     | "Você bebe" | → | "Beba!"   |

- Dual: o pronome imperativo i- antecede o verbo e os sufixos -musi ou -mupi são adicionados ao final, resultando na mudança de u para a. A regra de mudança de tom descrita acima também se aplica nesse caso[51].

|  | (1) | hamusi ipʔpí     | → | íʔpímusi   |
|  |     | [hamusi ipʔpí ]  | → | [íʔpímusi] |
|  |     | "Vocês dois vão" | → | "Vão!"     |

- Plural: a única mudança aplicada no verbo é a regra dos tons já descrita.[52]

|  | (1) | haʔá aʔmitú    | → | áʔmítú   |
|  |     | [ haʔá aʔmitú] | → | [áʔmítú] |
|  |     | "Vocês comem"  | → | "Comam!" |

Os verbos no imperativo básico que denotam negação contam com a adição da partícula -maʔu, que pode sofrer três modificações, sendo elas:
1. -maʔu: usada após khú ou de verbos no imperativo direcional. Também altera o último u para a[53].
  - Exemplo: botoʔ ikhámaʔu (Não varram!).
2. -má: Não ocorre no final de verbos, mas no meio ou em outras posições[54].
  - Exemplo: podoʔmáphaavú (Não trabalhe!).
3. -máʔ: Ocorre em todos os outros casos e no final de todos os verbos, exceto khú. Nas exceções ocorre após -musi/-mupi[54].
  - Exemplo: áʔmitámusimáʔ (Não comam!).

##### Imperativo direcional
O modo imperativo direcional se refere a frases que denotem sentido de direção, principalmente quando usam expressões como "para onde" (to) e "de onde" (from). O modo afirmativo segue a maior parte das regra do imperativo básico com a adição de:
- Verbos terminados em vogais que não sejam i tem sua vogal final transformada em e;
- -ʔkú (venha e...) e -ní (vá e...) são adicionados no final do verbo no singular e plural.
  - Exemplo: paʔmíteeʔkú (Venha e coma!).

Já o imperativo direcional negativo conta com a adição da partícula -maʔu, porém, com regras diferentes das apresentadas no imperativo básico negativo.
- -maʔu: ocorre no final de todos os verbos que possuem um sufixo imperativo direcional.

|  | (1) | aʔmitú    | → | aʔmítee?kámaʔu      |
|  |     | [ aʔmitú] | → | [aʔmítee?kámaʔu]    |
|  |     | "Comer"   | → | "Não venha e coma!" |

- -má: ocorre nas formas alternativas de alguns verbos, mas seu uso não é claro.

|  | (1) | podoʔ       | → | podeeʔmáphaavú       |
|  |     | [podoʔ]     | → | [ podeeʔmáphaavú]    |
|  |     | "Trabalhar" | → | "Não vá e trabalhe!" |

### Frases
No resígaro as frases podem ser endocêntricas, que consistem de um núcleo e vários termos dependentes ou exocêntricas, que são formadas por um termo principal e uma partícula. Além disso, a ordem das frases tende a seguir o padrão SOV (Sujeito + Objeto + Verbo), mas algumas raras exceções podem ocorrem, como pode ser observado a seguir:
|  | (1) | Hoaa-nó-mí                                     | + | domú            | → | Hoaa-nó-mí domú                |
|  |     | Objeto indireto + partícula de passado recente | + | sujeito + verbo | → | Objeto + Sujeito + Verbo (OSV) |
|  |     | "Para John"                                    | + | "Ela disse"     | → | "Ela disse para John"          |

Não há informações oficiais ou documentadas sobre o alinhamento da língua resígaro, mas, com base nos exemplos abaixo, percebe-se que, em todas as posições possíveis (sujeito, agente ou paciente), o pronome pessoal não se altera. A única diferença, perceptível com a segunda pessoa do singular, é a adição do verbo -khú (fazer) após o pronome na posição de agente. Dessa forma, não é possível classificar o resígaro nas categorias de alinhamentos mais comuns: nominativa-acusativa ou ergativa-absolutiva.
| Alinhamento           | Alinhamento                  | Alinhamento             | Alinhamento           | Alinhamento           | Alinhamento                  | Alinhamento             |
| 1° pessoa do singular | 1° pessoa do singular        | 1° pessoa do singular   | 1° pessoa do singular | 2° pessoa do singular | 2° pessoa do singular        | 2° pessoa do singular   |
| --------------------- | ---------------------------- | ----------------------- | --------------------- | --------------------- | ---------------------------- | ----------------------- |
| Agente                | no-mí ókóniigihú gi-ké aaʔní | Eu dei o rifle para ele |                       | Agente                | noóté gi-khú1                | Ele me ajuda            |
| Paciente              | noóté gi-khú1                | Ele me ajuda            |                       | Paciente              | no-mí ókóniigihú gi-ké aaʔní | Eu dei o rifle para ele |
| Sujeito               | nomú                         | Eu durmo                | Menos ativo           | Sujeito               | tsa-mí mitsháa gi-kho tú     | Ele levantou            |
| Sujeito               | noʔmitú                      | Eu como                 | Mais ativo            | Sujeito               | tsa-mí mitsháa gi-kho tú     | Ele levantou            |

#### Frases endocêntricas
As  frases endocêntricas [en] são aquelas em que uma palavra carrega a maior parte do conteúdo semântico e determina a categoria gramatical à qual todo o conjunto será atribuído.
Frases verbais
- Ordem: +-Intensificador: oo +-Termo dep: advérbio ou adjetivo + Núcleo: verbo +-Intensificador: oo.[60]

|  | (1) | Hoan    | + | oo             | + | iʔpí   | + | (oo)          | → | Hoan oo iʔpí (oo) |
|  |     | Sujeito | + | Intensificador | + | verbo  | + | Intensifcador | → | Frases verbal     |
|  |     | "John"  | + | "já"           | + | "saiu" | + |               | → | "John já saiu"    |

- O intensificador oo pode ocorrer no começo, no final da frase ou em ambas as posições. O último caso geralmente acontece quando a ação está no passado.[61]

No resígaro, as frases verbais funcionam como predicado dentro da oração e podem ser divididas em três subclasses: intransitivas, transitivas e transitivas diretas-indiretas.
| Tipo                       | Resígaro                         | Português                   |
| -------------------------- | -------------------------------- | --------------------------- |
| Intransitivo               | Peedró1 ímú2                     | Pedro1 dorme2               |
| Transitivo                 | tsó1 maaʔmá2 emú3                | Ela1 morde3 a mandioca2     |
| Transitivo direto-indireto | no-mí1 ókóniigihú2 gi-ké3 aaʔní4 | Eu1 dei4 o rifle2 para ele3 |

Frases nominais
As frases nominais são todas aquelas que possuem um substantivo na posição de núcleo. Além disso, podem contar com adjuntos adnominais. Nos exemplos abaixo, a ordem das frases é: +- pronome demonstrativo +- sujeito + objeto.
| Resígaro          | Português                |
| ----------------- | ------------------------ |
| hiítú             | canoa                    |
| phaigí hitáa      | a canoa do homem velho   |
| Hosé paánú        | A casa do José           |
| higí phaigí paánú | A casa desse homem velho |

Frases numerais
As frases numerais são aquelas que representam números e podem ter um ou dois núcleos desde que ambos sejam numerais. É por meio dessas frases que o resígaro representa seu números por extenso.
Tipo i , Simples: +Núcleo: numeral;
1. Inclui os numerais um, dois, quatro e cinco.

Tipo ii, Complexos: +Núcleo: Numeral/Frase direcional + Núcleo: Numeral/Frase Numeralii.i 
- Tipo ii.i: +Núcleo: Numeral dois + /ʔ/+ Núcleo: numeral um + /ʔ/;

|  | (1) | migaakú | + | ʔ | + | sagú | + | ʔ | → | migaakúʔ sagúʔ |
|  |     | "dois"  | + | ʔ | + | "um" | + | ʔ | → | "três"         |

- Tipo ii.ii: +Núcleo: Frase direcional + Núcleo: Numeral;
  1. Exemplo: sí-ʔosí-khó migaakú (da outra mão dois = sete).
- Tipo ii.iii: + Núcleo: Frase direcional + Frase numeralii.i;
  1. Exemplo: sí-ʔosí-khó migaakúʔ sagúʔ (da outra mão três = oito).

#### Frases exocêntricas
Frases exocêntricas [en] são aquelas em que apenas uma das partes não fornece a maior parte do conteúdo semântico da frase nem determina a classe gramatical do conjunto.
Frases objetivas indiretas
Nesse tipo de frase, o beneficiário da ação é o objeto indireto. É representada pela partícula -ké.
1. Exemplo: Isabeel-mí Hoaa náagi-ké iteeviʔó aaʔní (Isabel deu uma fruta aguaje para o irmão do John).

Frases propositais
Denotam propósito, ou seja, se referem ao objetivo da ação. São representadas pela partícula -hó, quando associada a pronomes, e -nó, para todos os outros casos;
1. Exemplo: veʔe gi-tsáʔ ináadó gi-minaá-nó (Ele vem aqui para procurar uma esposa).

Frases beneficiais
Ocorrem quando a ação  beneficia [en] alguém, geralmente identificada pelo uso de expressões como: "para o benefício de" e "por causa de". São representadas pela partícula -pokáʔ;
1. Exemplo: do-tsáaté-poká tsodáʔpú (Ela canta para/por causa do irmão dela).

Frases instrumentais
Tratam do instrumento com que a ação foi feita e são representadas pela partícula -gí;
1. Exemplo: kóhee-gí-mí aváanavuudú gimókhó (Com o que ele cortou o tronco?).

Frases concomitantes
Nesse tipo de frase, o foco está em com quem a ação foi desempenhada e é representada pelas partículas -neé (com), -maʔ (sem) ou -kápoʔ (sozinho);
1. Exemplo:gi-kápoʔ gi-paáná-kóo giʔpí (Ele vai para a casa dele sozinho).

Frases comparativas
Frases comparativas servem para comparar dois ou mais elementos e são representadas pelas partículas -veʔníi (mais que) e -peeʔ (igual a);
1. Exemplo: pi-veʔníi tseinóóʔ (Ele é mais alto que você).

Frases condicionais
Ocorrem nos casos em que há uma condição a ser realizada para que a ação se desenvolva. São representadas pela partícula: -tshí;
1. Exemplo: nií faʔva-tshí-vá noʔpí (Se não chover, eu vou ir).

Frases direcionais
Frases direcionais indicam direções, ou seja, respondem às seguintes perguntas: de onde e para onde. São representadas pelas partículas: -khó (de), -kóo (para) e -gikhé (fora de);
1. Exemplo: henéé-khó gi-tsá? (De onde ele vem?).

Frases locativas
Nesse tipo de frase, o foco está na posição do sujeito, e são representadas por várias partículas, entre elas: -gikó (dentro), -náapí (debaixo) e -ípe (na frente de);
1. Exemplo: paginoótsihá-náapí tsó (Ele está debaixo do cobertor).

### Sinais de Pontuação
O resígaro, assim como o português, utiliza sinais de pontuação ao final das frases para indicar a entonação. Os sinais podem dar sentido de declaração (indicativo), interrogação ou ordem (imperativo).
| Tipo          | Pontuação | Resígaro                             | Português                             |
| ------------- | --------- | ------------------------------------ | ------------------------------------- |
| Declarativo   | .         | no-náadó dʒakádé-gikó odoʔphaavá-pa. | Minha irmã está trabalhando no campo. |
| Interrogativo | ?         | haphá nií tso-mí gi-tshéní doʔmitaá? | Ele não viu ela comer?                |
| Imperativo    | !         | paniítsi botoʔ pi-khú!               | Varra a casa!                         |

## Vocabulário
Um pequeno parágrafo de uma história em resígaro e outras palavras cotidianas podem ser observados a seguir:
| Resígaro | Português |
| --- | --- |
| Ñekañekaági-musi-tsá-ʔpe oʔdonéne iʔpí giínó-né.                                                                                                 | Dizem que Ñekañekaagi foi pescar (com veneno de barbasco) com a esposa dele.                                                                                            |
| noʔdoná neeí. | Eles pescaram lá. |
| phaaʔ-tsá-ʔpe kaváʔ foo na-khú | Eles fizeram uma fogueira com a casca da árvore apacharama. |
| giʔithé kaváʔ ketshe dʒá oo mineeíkhó phaaʔ-tsá-ʔpe oo heeʔkó poʔtsáává-ʔpe-ekéʔtsí.                                                             | Aquela casca de apacharana queimou e dizem que era por volta de meio dia, eu acho.                                                                                      |
| heeʔkó poʔtsáává phaaʔ-tsá-ʔpe gimú múudʒé phéʔmeeʔkú vasaá-nó vaʔmitaá-nó miké phaaʔ-tsá-ʔpe domú pidzaʔnú! no-minápaví. anepuuʔ ámó vakhá dʒú. | Ao meio dia ele disse: "Esposa, vem e cozinha para que possamos comer carne e outras coisas!", mas ela disse: "Espere! Eu estou pescando. Muitos peixes estão doentes". |
| domaá-tsí-tsá-ʔpe ámó do-minápaví. | Enquanto dizia isso, ela pegou um peixe. |
| tokímú-tsá-ʔpe vakhá dʒú. | (Porém) O peixe añashua ficou/também estava doente. |
| ná phaaʔ-tsá-ʔpe do-továʔ. | Então ela o jogou fora. |
| aponá tsó tsetsanó múudʒé phéʔmeeʔkú vasaá-nó.                                                                                                   | Ele pediu mais uma vez: "Esposa, vem e cozinha para que possamos comer carne!"                                                                                          |
| nóokó-tsá-ʔpe neeí na-kaváʔ-aʔná Ñekañekaági. | Durante a tarde, Ñekañekaági estava (esperando) atrás da fogueira de apacharana.                                                                                        |
| gi-maná-tsá-ʔpe miké nóokó aváana-hiípó háʔí dʒaá ké-tsá-ʔpe oo giʔpí gi-paáná-kóo neeí tsó gi-píkoʔkaá.                                         | Dizem que ele chamou ela, mas de tarde, enquanto o sol estava no topo das árvores, ele voltou para casa, deixando ela lá.                                               |

| Resígaro    | Português            |
| ----------- | -------------------- |
| képekó      | que dia?             |
| nokótsapékó | a noite de anteontem |
| pápekóβá    | todo dia, sempre     |
| sípekó      | depois de amanhã     |
| aápanú      | amanhã               |
| heeʔkó      | dia                  |
| heeʔkofú    | amanhecer            |
| heeʔkonú    | madrugada            |

| Resígaro | Português |
| -------- | --------- |
| hamaánɰ  | golfinho  |
| ámoogí   | peixe     |
| piímé    | formiga   |
| toodóhí  | barata    |
| dʒoódɰ   | papaguaio |
| epíitshí | escorpião |
| haníitsó | mosquito  |
| hapíitsú | javalí    |
| heégí    | mosca     |

| Resígaro  | Português     |
| --------- | ------------- |
| iiʔʃáɰ    | barriga       |
| ín̩iɰ      | olho          |
| kaʔkáɰ    | mandíbula     |
| -kéɰ      | pulso/punho   |
| pidáadéɰ  | cotovelo      |
| -βáakóbaɰ | ombro         |
| -βáfoɰ    | coração       |
| hímipáɰ   | calcanhar     |
| -híβeɰ    | cabeça        |
| hoʔdanaɰ  | joelho        |
| ínimiiʔó  | pálpebra      |
| apáʔmíosí | mão esquerda  |
| epooʔpágú | dedo mindinho |

| Resígaro     | Português               |
| ------------ | ----------------------- |
| hideeʔtsí    | quando?                 |
| hidéʔ anepúú | quantos?                |
| hidéʔhee     | como?                   |
| hidéʔhee tsú | o que está acontecendo? |
| hidéʔhee tsú | como ele/isso está?     |
| héʔee        | que coisa?              |